# Престрелка при O.K. Корал
„Престрелка при O.K. Корал“ (на английски: Gunfight at the O.K. Corral) е американски пълнометражен игрален филм уестърн от 1957 година, режисиран от Джон Стърджис. В лентата участват актьорите Кърк Дъглас и Бърт Ланкастър.

## Сюжет
Америка след Гражданската война. След тежки години работа, шериф Уайът Ърп (Бърт Ланкастър) решава да започне спокоен семеен живот, защото среща любимата жена – Лора Дембоу (Ронда Флеминг) Но нарушителите на закона са толкова нагли, че не му се отдава възможност да се оттегли. В град Тумбстоун, където шериф е братът на Уайът – Върджил (Джон Хъдзън), върлува голяма банда безмилостни главорези, която търгува с краден добитък и държи в ръцете си целия град и околностите. Бившият шериф отново трябва да вземе оръжието си в ръце. От страна на закона стоят братята Ърп и най-добррия покерджия на Дивия Запад – стрелецът Джон Хенри - „Док“ Холидей (Кърк Дъглас)- приятел на Уайът. Двамата приятели често са си спасявали кожите един на друг. Те трябва да се изправят един от най-големите си противници - Айк Клентън (Лайл Бетгър) и неговата шайка. Не след дълго конфронтацията им експлодира в битка на живот и смърт. Банда безмилостни разбойници срещу двама истински герои - вечната приказка за сблъсъка между доброто и злото.

## В ролите
| Изпълнител     | Роля                        |
| -------------- | --------------------------- |
| Бърт Ланкастър | Уайът Ърп                   |
| Кърк Дъглас    | Док Холидей                 |
| Ронда Флеминг  | Лора Денбоу                 |
| Джо Ван Флийт  | Кейт Фишър                  |
| Джон Айърланд  | Джони Ринго                 |
| Лайл Бетгър    | Айк Клейтън                 |
| Лий Ван Клийф  | Ед Бейли                    |
| Франк Фейлън   | Шериф Котън Уилсън          |
| Ърл Холиман    | Заместник шериф Чарли Басет |
| Тед де Корсия  | Шанхай Пиърс                |
| Денис Хопър    | Били Клантън                |
| Уит Бисел      | Джон Клъм                   |
| Джордж Матюс   | Джон Шанси                  |
| Джон Хъдзън    | Вирджил Ърп                 |